# (511955) 2015 KC2
(511955) 2015 KC2 este o planetă minoră (asteroid) din centura de asteroizi. A fost descoperită pe 6 septembrie 2012 la Mount Lemmon⁠(d) de Mount Lemmon Survey⁠(d). 
Obiectul prezintă o orbită caracterizată de o semiaxă mare de 2,5774051918443 UAi, o excentricitate de 0,063887445973191, o înclinație de 10,393394379047 ° în raport cu ecliptica.